# Československá hokejová reprezentace v sezóně 1961/1962
Československá hokejová reprezentace v sezóně 1961/1962 sehrála celkem 9 zápasů.

## Přehled mezistátních zápasů
| Pořadí | Datum              | Soupeř   | Výsledek             | Soutěž    | Místo utkání |
| ------ | ------------------ | -------- | -------------------- | --------- | ------------ |
| 341.   | 14. listopadu 1961 | NDR      | 7:1 (4:0, 2:1, 1:0)  | přátelsky | Drážďany     |
| 342.   | 16. listopadu 1961 | NDR      | 8:2 (3:2, 1:0, 4:0)  | přátelsky | Weißwasser   |
| 343.   | 8. prosince 1961   | Švédsko  | 3:4 (1:2, 2:0, 0:2)  | přátelsky | Stockholm    |
| 344.   | 10. prosince 1961  | Švédsko  | 5:1 (4:1, 1:0, 0:0)  | přátelsky | Stockholm    |
| 345.   | 16. ledna 1962     | SSSR     | 4:2 (2:1, 0:1, 2:0)  | přátelsky | Bratislava   |
| 346.   | 18. ledna 1962     | SSSR     | 3:2 (1:0, 2:0, 0:2)  | přátelsky | Praha        |
| 347.   | 6. března 1962     | SSSR     | 1:2 (1:1, 0:0, 0:1)  | přátelsky | Moskva       |
| 348.   | 8. března 1962     | SSSR     | 2:2 (1:1, 0:0, 1:1)  | přátelsky | Moskva       |
| 349.   | 13. března 1962    | Rumunsko | 11:0 (4:0, 3:0, 4:0) | přátelsky | Bukurešť     |

## Bilance sezóny 1961/62
| Soupeř   | Zápasy | Výhry | Remízy | Prohry | Skóre |
| -------- | ------ | ----- | ------ | ------ | ----- |
| NDR      | 2      | 2     | 0      | 0      | 15:3  |
| Rumunsko | 1      | 1     | 0      | 0      | 11:0  |
| SSSR     | 4      | 2     | 1      | 1      | 10:8  |
| Švédsko  | 2      | 1     | 0      | 1      | 8:5   |
| Celkem   | 9      | 6     | 1      | 2      | 44:16 |

## Další zápasy reprezentace
| Datum             | Soupeř               | Výsledek             | Soutěž    | Místo utkání |
| 13. prosince 1961 | Port Arthur Bearcats | 2:1 (2:0, 0:1, 0:0)  | přátelsky | Bratislava   |
| 15. prosince 1961 | Port Arthur Bearcats | 10:1 (5:0, 3:0, 2:1) | přátelsky | Praha        |
| 10. března 1962   | CSKA Moskva          | 1:7 (0:3, 1:2, 0:2)  | přátelsky | Moskva       |

## Přátelské mezistátní zápasy
Československo –  NDR 7:1 (4:0, 2:1, 1:0)
14. listopadu 1961 – Drážďany

Branky a nahrávky Československa: 4. Jiří Dolana, 9. Jiří Dolana (František Tikal), 13. Zdeněk Kepák (Miroslav Vlach, Vlastimil Bubník), 13. Jiří Pokorný, 29. Luděk Bukač, 34. Ján Starší, 55. Miroslav Vlach.

Branky a nahrávky NDR: 23. Rainer Tudyka.

Rozhodčí: Ernst Wilkert (SWE), Olle Wiking (SWE)

Vyloučení: 6:2 (využití 0:1)
ČSSR: Josef Mikoláš – Rudolf Potsch, Jan Kasper, František Gregor, František Tikal – Miroslav Vlach, Zdeněk Kepák, Vlastimil Bubník – Jaroslav Jiřík, Ján Starší, Jiří Pokorný – Bohumil Prošek, Luděk Bukač, Jiří Dolana.
NDR: Peter Kolbe – Heinz Kuczera, Heinz Schildan, Dieter Voigt, Günther Heinicke – Novy, Manfred Buder, Joachim Franke – Bernd Hiller, Gerhard Klügel, Joachim Ziesche – Rainer Tudyka, Werner Engelmann, Bernd Poindl.
 Československo –  NDR 8:2 (3:2, 1:0, 4:0)
16. listopadu 1961 – Weisswasser

Branky a nahrávky Československa: 8. Miroslav Vlach (Zdeněk Kepák), 13. Luděk Bukač (Bohumil Prošek), 14. Jiří Dolana, 33ts. Luděk Bukač, 43. Jiří Pokorný, 52. Bohumil Prošek, 53. Vlastimil Bubník (Miroslav Vlach), 58. Jaroslav Jiřík (Jaromír Bünter).

Branky a nahrávky NDR: 15. Helmut Novy, 16. Manfred Buder (Erich Novy).

Rozhodčí: Ernst Wilkert (SWE), Olle Wiking (SWE)

Vyloučení: 3:3 (využití 0:0)
ČSSR: Vladimír Nadrchal – Jaromír Bünter, Jan Kasper, František Tikal, František Gregor – Vlastimil Bubník, Zdeněk Kepák, Miroslav Vlach – Jiří Pokorný, Ján Starší, Jaroslav Jiřík – Jiří Dolana, Luděk Bukač, Bohumil Prošek.
NDR: Klaus Hirche – Heinz Kuczera, Horst Heinze, Heinz Schildan, Günther Heinicke – Werner Engelmann, Manfred Buder, Erich Novy – Bernd Hiller, Joachim Ziesche, Gerhard Klügel – Bernd Poindl, Helmut Novy, Rainer Tudyka.
 Československo –  Švédsko 3:4 (1:2, 2:0, 0:2)
8. prosince 1961 – Stockholm

Branky a nahrávky Československa: 10. Luděk Bukač (Bohumil Prošek), 22. Bohumil Prošek, 24. Jiří Dolana (Bohumil Prošek).

Branky a nahrávky Švédska: 5. Hans Melinger (Carl-Göran Öberg), 15. Lars-Eric Lundvall, 43. Gösta Sandberg (Uno Öhrlund), 58. Nisse Nilsson.

Rozhodčí: Dim (FIN), Unto Wiitala (FIN)

Vyloučení: 5:0 (využití 0:1)
ČSSR: Josef Mikoláš – Jan Kasper, Rudolf Potsch, František Gregor, František Tikal – Vlastimil Bubník, Václav Pantůček, Miroslav Vlach – Ján Starší, Jozef Golonka, Josef Černý – Jiří Dolana, Luděk Bukač, Bohumil Prošek.
Švédsko: Kjell Svensson – Gert Blomé, Bertil Karlsson, Roland Stoltz, Bert-Olov Nordlander – Ronald Pettersson, Nisse Nilsson, Lars-Eric Lundvall – Gösta Sandberg, Uno Öhrlund, Ulf Sterner – Eilert Määttä, Hans Melinger, Carl-Göran Öberg.
 Československo –  Švédsko 5:1 (4:1, 1:0, 0:0)
10. prosince 1961 – Stockholm

Branky a nahrávky Československa:  5. František Tikal, 8. Miroslav Vlach (Václav Pantůček), 15. Josef Černý, 18. Josef Černý, 35. Václav Pantůček.

Branky a nahrávky Švédska: 12. Hans Melinger.

Rozhodčí: Dim (FIN), Unto Wiitala (FIN)

Vyloučení: 0:3 (využití 1:0)
ČSSR: Vladimír Dzurilla – Jan Kasper, Rudolf Potsch, František Tikal, Stanislav Sventek – Vlastimil Bubník, Václav Pantůček, Miroslav Vlach – Ján Starší, Jozef Golonka, Josef Černý – Jiří Dolana, Luděk Bukač, Bohumil Prošek.
Švédsko: Tommy Björkman – Gert Blomé, Bertil Karlsson, Roland Stoltz, Bert-Olov Nordlander – Ronald Pettersson, Nisse Nilsson, Lars-Eric Lundvall – Gösta Sandberg, Uno Öhrlund, Ulf Sterner – Kurt Thulin, Hans Melinger, Carl-Göran Öberg.
 Československo –  SSSR 4:2 (2:1, 0:1, 2:0)
16. ledna 1962 – Bratislava

Branky a nahrávky Československa: 2. Jozef Golonka, 19. Jiří Dolana (Luděk Bukač), 44. Bohumil Prošek, 49. Josef Černý.

Branky a nahrávky SSSR: 16. Vladimir Jurzinov (Genrich Sidorenkov), 30. Valentin Senjuškin (Alexandr Almetov).

Rozhodčí: Gennaro Olivieri (SUI), Olle Wiking (SWE)

Vyloučení: 2:3 (využití 0:0)
ČSSR: Vladimír Dzurilla – Rudolf Potsch, Jan Kasper, František Gregor, František Tikal – Jiří Pokorný, Jozef Golonka, Josef Barta – Jiří Dolana, Luděk Bukač, Bohumil Prošek – Pavel Michalec, František Vaněk, Josef Černý.
SSSR: Nikolaj Pučkov – Genrich Sidorenkov, Alexandr Ragulin, Eduard Ivanov, Vitalij Davydov, Vladimir Brežněv – Nikolaj Snětkov, Viktor Jakušev, Igor Čistovskij – Valentin Senjuškin, Alexandr Almetov, Vladimir Kiseljev – Stanislav Petuchov, Vladimir Jurzinov, Jurij Volkov.
 Československo –  SSSR 3:2 (1:0, 2:0, 0:2)
18. ledna 1962 – Praha

Branky a nahrávky Československa: 18. Jozef Golonka, 24. Jiří Dolana (František Tikal), 25. Miroslav Vlach (Václav Pantůček).

Branky a nahrávky SSSR: 50. Nikolaj Snětkov, 54. Valentin Senjuškin

Rozhodčí: Gennaro Olivieri (SUI), Olle Wiking (SWE)

Vyloučení: 2:4 (využití 0:0, v oslabení 0:1)
ČSSR: Josef Mikoláš – Rudolf Potsch, Jaromír Bünter, František Tikal, Stanislav Sventek – Jiří Pokorný, Václav Pantůček, Miroslav Vlach (Josef Barta) – Josef Barta (50. Pavel Michalec), Jozef Golonka, Josef Černý – Jiří Dolana, Luděk Bukač, Bohumil Prošek.
SSSR: Nikolaj Pučkov (Vladimír Činov) – Eduard Ivanov, Vitalij Davydov, Genrich Sidorenkov, Alexandr Ragulin – Valentin Senjuškin, Alexandr Almetov, Vladimir Kiseljev – Stanislav Petuchov, Vladimir Jurzinov, Jurij Volkov – Nikolaj Snětkov, Viktor Jakušev, Igor Čistovskij – Jevgenij Majorov, Vjačeslav Staršinov, Boris Majorov.
 Československo –  SSSR 1:2 (1:1, 0:0, 0:1)
6. března 1962 – Moskva

Branky a nahrávky Československa: 2. Vlastimil Bubník (František Gregor).

Branky a nahrávky SSSR: 7. Jevgenij Majorov (Boris Majorov), 42. Jurij Volkov.

Rozhodčí: Edmund Wojek (POL), Jerzy Zarzycki (POL)

Vyloučení: 1:1 (využití 0:0)
ČSSR: Vladimír Dzurilla – Jan Kasper, Rudolf Potsch, František Tikal, František Gregor – Ján Starší, Jozef Golonka, Jaroslav Jiřík – Vlastimil Bubník, František Vaněk, Miroslav Vlach – Jiří Dolana, Luděk Bukač, Miroslav Vlach.
SSSR: Nikolaj Pučkov – Genrich Sidorenkov, Alexandr Ragulin, Eduard Ivanov, Vitalij Davydov – Jevgenij Majorov, Vjačeslav Staršinov, Boris Majorov – Jurij Volkov, Vladimir Jurzinov, Stanislav Petuchov – Igor Čistovskij, Viktor Jakušev, Alexandr Almetov.
 Československo –  SSSR 2:2 (1:1, 0:0, 1:1)
8. března 1962 – Moskva

Branky a nahrávky Československa: 14. Jiří Dolana (Luděk Bukač, Bohumil Prošek), 52. Jaroslav Jiřík (Rudolf Potsch).

Branky a nahrávky SSSR: 8. Vjačeslav Staršinov (Boris Majorov), 45. Jurij Volkov.

Rozhodčí: Edmund Wojek (POL), Jerzy Zarzycki (POL

Vyloučení: 3:4 (využití 1:0)
ČSSR: Vladimír Dzurilla – Jan Kasper, Rudolf Potsch, František Tikal, František Gregor – Ján Starší, Jozef Golonka, Jaroslav Jiřík – Vlastimil Bubník, František Vaněk, Miroslav Vlach – Jiří Dolana, Luděk Bukač, Bohumil Prošek.
SSSR: Nikolaj Pučkov – Genrich Sidorenkov, Alexandr Ragulin, Eduard Ivanov, Vitalij Davydov – Jevgenij Majorov, Vjačeslav Staršinov, Boris Majorov – Jurij Volkov, Vladimir Jurzinov, Stanislav Petuchov – Nikolaj Snětkov, Viktor Jakušev, Alexandr Almetov.
 Československo –  Rumunsko 11:0 (4:0, 3:0, 4:0)
13. března 1962 – Bukurešť

Branky Československa: 4. Jan Kasper, 7. Jaroslav Jiřík, 10. Miroslav Vlach, 11. Jaroslav Jiřík, 21. František Vaněk, 28. Jozef Golonka, 28. Jozef Golonka, 41. Jaroslav Jiřík, 43. Rudolf Potsch, 46. Jiří Dolana, 55. Jan Kasper.

Rozhodčí: Edmund Wojek (POL), Jerzy Zarzycki (POL)
ČSSR: Josef Mikoláš – Jan Kasper, Rudolf Potsch, František Tikal, František Gregor – Ján Starší, Jozef Golonka, Jaroslav Jiřík – Vlastimil Bubník, František Vaněk, Josef Černý – Jiří Dolana, Luděk Bukač, Miroslav Vlach.
Rumunsko: Ludovic Pușcaș (Iosef Sofian) — Zoltan Czaka, Ştefan lonescu, Dezideriu Varga, Adalbert Naghi – Iulius Szabo, Ion Ferenczi, Geza Szabo – Iştvan Takacs, Nicolae Andrei, Anton Biro – Ciobotaru, Alexandru Kalamar, Andrei loanovici (Peter)

## Další zápasy reprezentace
Československo –  Port Arthur Bearcats 2:1 (2:0, 0:1, 0:0) 
13. prosince 1961 – Bratislava

Branky Československa: 5. Bohumil Prošek, 20. Jozef Golonka.

Branka Port Arthuru: 35. Pete Johnson.

Rozhodčí: Andrej Starovojtov (URS), Gennaro Olivieri (SUI)
ČSSR: Vladimír Dzurilla – Jan Kasper, Rudolf Potsch, František Tikal, František Gregor - Vlastimil Bubník, Václav Pantůček, Miroslav Vlach – Ján Starší, Jozef Golonka, Josef Černý - Jiří Dolana, Luděk Bukač, Bohumil Prošek.
Port Arthur Bearcats: Bob Kilgour - Steve Hrymnak, Norval Olsen, Gino Antoniazzi, Steve Ochrymowicz - Pete Johnston, Rudy Migay, Gary Olney - Alvin Jorgenson, Ron Hurdon, Ken Harris - Cliff Berini, Wally Maxwell, Wayne Peever.
 Československo –  Port Arthur Bearcats 10:1 (5:0, 3:0, 2:1) 
15. prosince 1961 – Praha

Branky Československa: 3. Jiří Dolana, 7. Luděk Bukač, 3:0 8. Jiří Dolana, 4:0 8. Jiří Pokorný, 20. Jozef Golonka, 28. Jiří Pokorný, 35. Rudolf Potsch, 40. Jiří Dolana, 50. Ján Starší, 55. Stanislav Sventek, 

Branka Port Arthuru: 47. Steve Ochrymowicz.

Rozhodčí: Andrej Starovojtov (URS), Gennaro Olivieri (SUI)
ČSSR: Josef Mikoláš (Vladimír Dzurilla) – Rudolf Potsch, Stanislav Sventek, František Tikal, František Gregor - Jiří Pokorný, Václav Pantůček, Miroslav Vlach – Ján Starší, Jozef Golonka, Josef Černý – Jiří Dolana, Luděk Bukač, Bohumil Prošek.
Port Arthur Bearcats: Bob Kilgour - Steve Hrymnak, Norval Olsen, Gino Antoniazzi, Steve Ochrymowicz - Ken Harris, Gary Olney, Alvin Jorgenson - Ernie Dupuis, Rudy Migay, Pete Johnston - Wayne Peever, Cliff Berini, Wally Maxwell.
 Československo (Praha) –  CSKA Moskva 1:7 (0:3, 1:2, 0:2)  
10. března 1962 – Moskva

Branka Československa: 22. Jozef Golonka.

Branky CSKA Moskva: 5. Veniamin Alexandrov, 8. Konstantin Loktěv, 19. Alexandr Almetov, 23. Igor Děkonskij, 34. Valentin Senjuškin, 45. Konstantin Loktěv, 56. Viktor Kuzkin.

Rozhodčí: Jerzy Zarzycki (POL), Wójek (POL) 
ČSSR: Vladimír Dzurilla (Josef Mikoláš) - Rudolf Potsch, Jan Kasper, Stanislav Sventek, František Tikal - Ján Starší, Jozef Golonka, Jaroslav Jiřík - Vlastimil Bubník, František Vaněk, Josef Černý – Jiří Pokorný, Luděk Bukač, Miroslav Vlach.
CSKA Moskva: Valerij Smirnov - Viktor Kuzkin, Nikolaj Sologubov, Genrich Sidorenkov (Alexandr Ragulin), Vladimir Brežněv - Venjamin Alexandrov, Alexandr Almetov, Konstantin Loktěv - Valentin Senjuškin, Igor Děkonskij, Vladimir Brunov - Vladimir Kiselev, Anatolij Firsov, Juri Volkov.
- Národný mužstvo Československa, hrálo pod hlavičkou Prahy.